# Bureau économique du président du gouvernement
Le bureau économique du président du gouvernement (en espagnol : Oficina Económica del Presidente del Gobierno) est un organe de la présidence du gouvernement d'Espagne qui conseille le président du gouvernement dans les domaines de la politique économique.
Créé en avril 2004 par José Luis Rodríguez Zapatero, il est supprimé en 2018 par Pedro Sánchez.

## Fonctions

### Missions
Le bureau économique est « l'organe de soutien chargé d'assister le président du gouvernement dans les affaires économiques, en fournissant des analyses sur la situation économique international à court, moyen et le long terme, et d'évaluer les propositions de politiques économiques et leur développement postérieur ».
Sa mission est de connaître « des programmes, plans et activités des ministères, dans l'objectif de faciliter le travail du président du gouvernement » et de coopérer « au dialogue de ce dernier avec les partenaires sociaux, le secteur privé et les organismes économiques internationaux, pour la mise en œuvre satisfaisante de ses fonctions ».

### Organisation
Le bureau économique du président du gouvernement est organisé de la manière suivante : 
- Directeur (Director de la Oficina Económica del Presidente del Gobierno) ; 
  - Direction générale du secrétariat technique de la commission déléguée aux Affaires économiques ; 
    - Sous-direction générale des Politiques sectorielles ;

  - Direction générale des Politiques financières, macroéconomiques et du travail ;
  - Sous-direction générale des Affaires économiques européennes et internationales.

## Historique
Le bureau économique est créé par un décret du nouveau président du gouvernement José Luis Rodríguez Zapatero le 20 avril 2004, directement sous son autorité tandis que son directeur est élevé au rang de secrétaire d'État. Par décret pris au début de son second mandat le 22 avril 2008, le bureau économique passe sous l'autorité du directeur de cabinet de la présidence et son directeur se trouve rétrogradé au rang de sous-secrétaire. Toutefois, le 22 juillet 2011, une nouvelle réforme réglementaire rétablit le précédent régime administratif du bureau économique. Pour la première fois depuis sa création en 2004, le bureau économique est totalement réformé par un décret spécifique du président du gouvernement Mariano Rajoy le 21 septembre 2013. Pedro Sánchez le supprime en juin 2018, une semaine après son arrivée au pouvoir.

## Directeurs
| Titulaire        | Début      | Fin        | Président(s) du gouvernement |
| ---------------- | ---------- | ---------- | ---------------------------- |
| Miguel Sebastián | 20/04/2004 | 04/12/2006 | José Luis Rodríguez Zapatero |
| David Taguas     | 04/12/2006 | 22/04/2008 | José Luis Rodríguez Zapatero |
| Javier Vallés    | 22/04/2008 | 24/12/2011 | José Luis Rodríguez Zapatero |
| Álvaro Nadal     | 24/12/2011 | 04/11/2016 | Mariano Rajoy                |
| Eva Valle        | 19/11/2016 | 19/06/2018 | Mariano Rajoy                |